# Med svenska lappar på vårflyttning
Med svenska lappar på vårflyttning är en svensk dokumentärfilm från 1915, fotad av Oscar Olsson. Filmen skildrar familjen Henriksson och den vårflyttning familjen företar från Vittangi till Setermoen i Norge. Den premiärvisades 15 november 1915 på biograf Victoria i Göteborg.